# Disturbios de Cooper Do-nuts
Los disturbios de Cooper Do-nuts fue un presunto levantamiento en reacción al acoso policial a personas LGBT en un café de donas abierto las 24 horas en Los Ángeles en la década de 1960. Se discute si el motín realmente ocurrió, la fecha, el lugar y si el café era o no una sucursal de la cadena Cooper, existiendo una falta de evidencia documental contemporánea, y el Departamento de Policía de Los Ángeles (LAPD) afirma que cualquier registro de tal evento habría sido depurado hace años.
Según John Rechy, quien afirmó que estuvo en el evento, ocurrió en 1958 o 1959, unos 10 años antes de los más conocidos disturbios de Stonewall en la ciudad de Nueva York, y algunos historiadores lo consideran el primer levantamiento LGBT moderno en los Estados Unidos.

## Antecedentes
Pocas personas vivían o se identificaban abiertamente como LGBT en la década de 1950, y quienes lo hacían enfrentaban consecuencias sociales y legales por hacerlo. Uno de los pocos lugares donde eran bienvenidos eran los bares gay, que a menudo enfrentaban consecuencias legales por servirles, como la pérdida de su licencia. La ley de Los Ángeles hizo ilegal que la presentación de género de una persona no coincidiera con el género mostrado en su identificación, y esto a menudo se usaba para atacar y arrestar a clientes de bares transgénero o travestidos. Por esta razón, muchos bares gay eran hostiles a los clientes transgénero y les prohibían o disuadían de entrar.
El novelista John Rechy, que dice que estuvo presente en el motín, describió los arrestos de rutina en su novela de 1963, La ciudad de la noche: "Te interrogan, te toman las huellas dactilares sin registrarte: una táctica policial ilegal en Los Ángeles para asustarte y no andar por ahí". Los periódicos locales informaban habitualmente los nombres de las personas arrestadas en una redada en un bar, exponiéndolos a la comunidad, lo que generalmente resultaba en la pérdida de empleos y el ostracismo social. Los arrestos por parte del LAPD por homosexualidad habían aumentado en más del 85% en la década anterior bajo el mando del jefe de policía William H. Parker. El activista queer Harry Hay recordó más tarde que el abuso a las personas LGBT por parte de la policía era común durante esta época y, en ocasiones, encontró resistencia.

## Disturbios
En ocasiones, Rechy ha dicho que la tienda estaba ubicada en la cuadra 500 de South Main Street y no pertenecía a la cadena Cooper, pero que las tiendas de donas se llamaban genéricamente con ese nombre. Una versión común de la historia dice que Cooper Do-nuts era una cafetería en 215 South Main Street en el barrio Skid Row del centro de Los Ángeles. Ubicado cerca de dos bares gay —Harold's, en 555 South Main Street, y The Waldorf, en 521 South Main Street— y abierto toda la noche, era un lugar popular para los homosexuales y eran bienvenidos. Una tarde de mayo de 1959 (Rechy escribió una vez que ocurrió en 1958), dos agentes de policía entraron al café y pidieron identificaciones a varios clientes, una forma típica de acoso. Se dice que los agentes intentaron arrestar a dos drag queens, dos trabajadores sexuales y un joven que tenía una cita. Rechy dijo que intentaron arrestarlo y describió el abuso del LAPD esa noche como la culminación de un ataque rutinario a la comunidad LGBTQ.
El informe continúa que uno de los arrestados protestó por la falta de espacio en el auto de la policía para los cinco, y los espectadores comenzaron a arrojar café, donas, tazas y basura a los policías hasta que huyeron en su auto sin realizar los arrestos. Luego, según los informes, la gente comenzó a provocar disturbios y celebrar en las calles, a medida que crecía una multitud más grande a medida que los clientes de los bares gay de los alrededores y otras personas en el área se enteraban. La historia continúa diciendo que llegó refuerzo policial, bloqueando la calle durante toda la noche, y que la policía golpeó o arrestó a varias personas. Rechy dijo que todavía estaba previsto que lo arrestaran, pero escapó.
Nathan Marsak, autor de Bunker Noir!, ha puesto en duda la veracidad de los hechos relatados por Rechy, señalando que ninguna de las direcciones entregadas por Rechy correspondían en 1958 o 1959 a locales de la cadena Cooper Do-nuts.

## Legado
El levantamiento de Cooper Do-nuts se cita a menudo como el primer levantamiento gay en Estados Unidos. Hay lo identificó como el primero específicamente contra el trato policial a las personas LGBT. Algunos historiadores cuestionan el significado, afirmando que cualquiera que fuera abiertamente gay en ese momento ya estaba en rebelión y corría el riesgo de ser arrestado y encarcelado. Mark Thompson, un historiador que vivía en la misma zona que Rechy, escribió: "Yo no lo describo como un motín, pero más como un parche aislado de malestar social local que tuvo repercusiones duraderas, creo que menos en su época, más como una lección para nosotros hoy".
En 2020, el Consejo Vecinal del Centro de Los Ángeles consideró hacer de Cooper Do-nuts un sitio histórico y solicitó registros policiales para corroborar el relato de Rechy sobre los disturbios. La policía de Los Ángeles reveló que no había registros de esa época, porque fueron "purgados o destruidos". Nancy Valverde dijo que se enteró del evento inmediatamente a través de un amigo.
El 22 de junio de 2023, mientras la ciudad de Los Ángeles erigía un letrero ceremonial de Cooper Do-nuts Square en la intersección de las calles 2nd y Main, el LAPD se disculpó formalmente por su acoso a los ciudadanos homosexuales. La comandante Ruby Flores dijo: "Pido disculpas profundamente en nombre de los hombres y mujeres del LAPD. Este maltrato y acoso a nuestros ciudadanos estuvo mal. Nunca debería haber sucedido".